# Anatoli Skavronski
Anatoli Skavronski –en ruso, Анатолий Скавронский– (1940) es un deportista soviético que compitió en natación. Ganó una medalla de bronce en el Campeonato Europeo de Natación de 1966 en la prueba de 200 m mariposa.

## Palmarés internacional
| Campeonato Europeo | Campeonato Europeo     | Campeonato Europeo | Campeonato Europeo |
| Año                | Lugar                  | Medalla            | Prueba             |
| ------------------ | ---------------------- | ------------------ | ------------------ |
| 1966               | Utrecht (Países Bajos) | Medalla de bronce  | 200 m mariposa     |